# Bacchus (Caravaggio)
Bacchus är en oljemålning av den italienske barockkonstnären Caravaggio. Den målades omkring 1596–1598 och ingår i samlingarna på Uffizierna i Florens. 
Det är ett tidigt verk av Caravaggio men visar redan typiska inslag i konstnärens stil som de skarpa kontrasterna mellan ljus och dunkel (så kallad chiaroscuro), romerske vinguden Bacchus androgyna ansikte och stillebenet i förgrunden. Hans mörka målningar, befolkade av bara ett fåtal människor, stod i skarp kontrast till de himmelska härskaror som viktlösa tumlade runt i renässansens idealiserade bildvärld. Caravaggios målningar präglas av en kraftfull realism och även hans bibliska och mytologiska figurer var skapta av kött och blod. Den hedonistiske Bacchus möter betraktarens blick och håller fram glädjebägaren samtidigt som det maskätna äpplet och det övermogna granatäpplet påminner om alltings förgänglighet.         
En liknande målning av Caravaggio är den något tidigare Sjuk Bacchus som är utställd på Galleria Borghese.